# Humphrey Maris
Humphrey John Maris (* 25. April 1939 in Ipswich) ist ein britischer Festkörperphysiker und Hochschullehrer am Brown University.

## Leben und Wirken
Maris studierte am Imperial College London mit dem Bachelor-Abschluss 1960 und der Promotion 1963. Seine Dissertation war über hochfrequenten Schall in Festkörpern. Er war bis 1965 Post-Doktorand am Case Institute of Technology in Cleveland und war danach an der Brown University, wo er Professor wurde.
Er war unter anderem Gastwissenschaftler an der Universität Stuttgart, an den Universitäten Tokio und Hokkaidō, am argentinischen Forschungszentrum in Bariloche, an der École normale supérieure in Paris, am Max-Planck-Institut in Grenoble, am Chalmers Institut für Technologie in Göteborg, am Kapiza Institut in Moskau und der University of East Anglia. 
Er befasste sich unter anderem mit Schallausbreitung in flüssigem Helium, magnetischer Levitation, Ultraschall, Gitterdynamik, ultraschneller Optik, Nachweis von solaren Neutrinos und der Entwicklung neuer Messgeräte, die weite Verbreitung in der Halbleiterindustrie fanden.
2011 erhielt er den Fritz London Memorial Prize für seine originellen Theorien und experimentellen Entdeckungen in flüssigem Helium bezüglich Phononen, Kapiza-Widerstand, Levitation, Nukleation, Elektronen-Blasen und Sichtbarmachung von Wirbeln (Laudatio).
Er ist Fellow der American Physical Society, war Fellow der Japan Society for the Promotion of Science und erhielt einen Humboldt-Forschungspreis (1989).